# Superliga rosyjska w piłce siatkowej mężczyzn (2007/2008)
Rosyjska Superliga siatkarzy w sezonie 2007/2008
Kolejny sezon walki o Mistrzostwo Rosji rozpoczął się 6 października 2007 roku, a zakończył 29 kwietnia 2008 roku. W rywalizacji uczestniczyło 12 drużyn. Rosję na międzynarodowej arenie reprezentowało 5 drużyn. Dynamo Tat Transgaz Kazań zdobyło siatkarską Ligę Mistrzów, a Lokomotiw Izumrud Jekaterynburg zajął 2. miejsce w Pucharze Challenge. Mistrzostwo Rosji zdobyła drużyna Dynama Moskwa. Do Wyższej Ligi "A" zdegradowane zostały Dynamo-Jantar Kaliningrad i Lokomotiw Izumrud Jekaterynburg.
Drużyny uczestniczące
- Dinamo Moskwa
- Dynamo Tat Transgaz Kazań
- Fakieł Nowy Uriengoj
- Iskra Odincowo
- Jugra Samotłor Niżniewartowsk
- Ural Ufa
- Lokomotiw Nowosybirsk
- Nieftjanik Jarosław
- Lokomotiw Izumrud Jekaterynburg
- Dynamo-Jantar Kaliningrad
- ZSK Gazprom Surgutskij Rajon
- Lokomotiw – Biełogorie Biełgorod

## Runda Zasadnicza

### 1. Kolejka
6 października 2007
| Dynamo Tat Transgaz Kazań       | 3:0 (25:19, 25:19, 27:25)               | Jugra Samotłor Niżniewartowsk    |
| Dinamo Moskwa                   | 3:1 (25:15, 19:25, 25:15, 25:21)        | Nieftjanik Jarosław              |
| Iskra Odincowo                  | 3:2 (28:26, 19:25, 27:29, 25:23, 18:16) | Lokomotiw Nowosybirsk            |
| Fakieł Nowy Uriengoj            | 3:2 (23:25, 25:23, 25:21, 19:25, 16:14) | Ural Ufa                         |
| Lokomotiw Izumrud Jekaterynburg | 1:3 (22:25, 25:23, 24:26, 20:25)        | Lokomotiw – Biełogorie Biełgorod |
| Dynamo-Jantar Kaliningrad       | 0:3 (21:25, 20:25, 20:25)               | ZSK Gazprom Surgutskij Rajon     |

### 2.Kolejka
10 października 2007
| Lokomotiw – Biełogorie Biełgorod | 3:1 (25:22, 18:25, 25:21, 25:16)       | Dynamo-Jantar Kaliningrad       |
| Ural Ufa                         | 3:2 (30:28, 25:19, 23:25, 15:25, 15:7) | Lokomotiw Izumrud Jekaterynburg |
| Lokomotiw Nowosybirsk            | 3:0 (25:20, 27:25, 25:23)              | Fakieł Nowy Uriengoj            |
| Dynamo Tat Transgaz Kazań        | 1:3 (25:27, 20:25, 26:24, 25:27)       | Dinamo Moskwa                   |

13 października 2007
| Jugra Samotłor Niżniewartowsk | 3:2 (25:23, 21:25, 23:25, 26:24, 15:13) | ZSK Gazprom Surgutskij Rajon |

17 października 2007
| Nieftjanik Jarosław | 2:3 (16:25, 27:25, 17:25, 25:22, 7:15) | Iskra Odincowo |

### 3. Kolejka
13 października 2007
| Iskra Odincowo       | 3:0 (25:21, 26:24, 25:22)               | Dynamo Tat Transgaz Kazań |
| Fakieł Nowy Uriengoj | 3:2 (25:23, 25:23, 17:25, 23:25, 15:11) | Nieftjanik Jarosław       |

16 października 2007
| Lokomotiw Izumrud Jekaterynburg | 0:3 (22:25, 21:25, 18:25) | Lokomotiw Nowosybirsk |

21 października 2007
| Dinamo Moskwa                | 3:0 (25:11, 25:17, 25:19)               | Jugra Samotłor Niżniewartowsk    |
| ZSK Gazprom Surgutskij Rajon | 2:3 (26:24, 25:20, 21:25, 22:25, 14:16) | Lokomotiw – Biełogorie Biełgorod |
| Dynamo-Jantar Kaliningrad    | 3:1 (22:25, 25:21, 29:27, 25:21)        | Ural Ufa                         |

### 4. Kolejka
27 października 2007
| Jugra Samotłor Niżniewartowsk | 3:1 (24:26, 25:23, 25:20, 25:19)       | Lokomotiw – Biełogorie Biełgorod |
| Ural Ufa                      | 3:2 (21:25, 25:18, 17:25, 25:23, 15:6) | ZSK Gazprom Surgutskij Rajon     |
| Lokomotiw Nowosybirsk         | 3:0 (25:23, 25:17, 25:21)              | Dynamo-Jantar Kaliningrad        |

31 października 2007
| Nieftjanik Jarosław       | 3:0 (25:20, 26:24, 25:20)        | Lokomotiw Izumrud Jekaterynburg |
| Dynamo Tat Transgaz Kazań | 3:1 (23:25, 25:23, 25:20, 25:23) | Fakieł Nowy Uriengoj            |
| Dinamo Moskwa             | 3:1 (19:25, 27:25, 25:20, 26:24) | Iskra Odincowo                  |

### 5. Kolejka
8 grudnia 2007
| Iskra Odincowo                   | 3:0 (25:20, 25:21, 25:20)               | Jugra Samotłor Niżniewartowsk |
| ZSK Gazprom Surgutskij Rajon     | 3:1 (25:16, 25:22, 18:25, 25:23)        | Lokomotiw Nowosybirsk         |
| Dynamo-Jantar Kaliningrad        | 3:0 (25:12, 25:18, 25:21)               | Nieftjanik Jarosław           |
| Lokomotiw – Biełogorie Biełgorod | 3:0 (25:21, 25:22, 25:17)               | Ural Ufa                      |
| Fakieł Nowy Uriengoj             | 1:3 (16:25, 25:23, 20:25, 21:25)        | Dinamo Moskwa                 |
| Lokomotiw Izumrud Jekaterynburg  | 2:3 (17:25, 25:19, 25:22, 22:25, 13:15) | Dynamo Tat Transgaz Kazań     |

### 6. Kolejka
15 grudnia 2007
| Jugra Samotłor Niżniewartowsk | 3:2 (22:25, 25:18, 25:22, 19:25, 20:18) | Ural Ufa                         |
| Nieftjanik Jarosław           | 0:3 (22:25, 23:25, 20:25)               | ZSK Gazprom Surgutskij Rajon     |
| Dynamo Tat Transgaz Kazań     | 3:1 (25:16, 26:28, 25:20, 25:20)        | Dynamo-Jantar Kaliningrad        |
| Lokomotiw Nowosybirsk         | 3:1 (25:21, 25:20, 20:25, 25:18)        | Lokomotiw – Biełogorie Biełgorod |
| Iskra Odincowo                | 3:0 (25:13, 25:19, 25:16)               | Fakieł Nowy Uriengoj             |
| Dinamo Moskwa                 | 3:0 (25:18, 25:20, 25:18)               | Lokomotiw Izumrud Jekaterynburg  |

### 7. Kolejka
22 grudnia 2007
| Ural Ufa                         | 3:1 (25:23, 24:26, 25:16, 25:20)        | Lokomotiw Nowosybirsk |
| Lokomotiw – Biełogorie Biełgorod | 3:2 (26:28, 20:25, 25:18, 25:18, 15:8)  | Nieftjanik Jarosław   |
| Lokomotiw Izumrud Jekaterynburg  | 0:3 (22:25, 20:25, 24:26)               | Iskra Odincowo        |
| Dynamo-Jantar Kaliningrad        | 2:3 (28:30, 25:20, 25:20, 15:25, 13:15) | Dinamo Moskwa         |

24 grudnia 2007
| Fakieł Nowy Uriengoj | 3:1 (25:19, 16:25, 25:19, 29:27) | Jugra Samotłor Niżniewartowsk |

22 marca 2007
| ZSK Gazprom Surgutskij Rajon | 0:3 (20:25, 21:25, 22:25) | Dynamo Tat Transgaz Kazań |

### 8 Kolejka
19 stycznia 2008
| Jugra Samotłor Niżniewartowsk | 0:3 (23:25, 21:25, 18:25)        | Lokomotiw Nowosybirsk            |
| Nieftjanik Jarosław           | 0:3 (20:25, 23:25, 18:25)        | Ural Ufa                         |
| Dinamo Moskwa                 | 3:0 (25:23, 25:19, 25:21)        | ZSK Gazprom Surgutskij Rajon     |
| Dynamo Tat Transgaz Kazań     | 1:3 (18:25, 25:16, 23:25, 27:29) | Lokomotiw – Biełogorie Biełgorod |
| Fakieł Nowy Uriengoj          | 3:0 (25:23, 25:17, 25:18)        | Lokomotiw Izumrud Jekaterynburg  |
| Iskra Odincowo                | 3:1 (25:17, 21:25, 25:17, 25:19) | Dynamo-Jantar Kaliningrad        |

### 9 Kolejka
26 stycznia 2008
| Lokomotiw Nowosybirsk            | 3:2 (26:28, 20:25, 25:18, 25:17, 15:13) | Nieftjanik Jarosław       |
| Lokomotiw – Biełogorie Biełgorod | 3:0 (25:23, 25:22, 25:19)               | Dinamo Moskwa             |
| Ural Ufa                         | 1:3 (13:25, 25:18, 23:25, 21:25)        | Dynamo Tat Transgaz Kazań |
| Dynamo-Jantar Kaliningrad        | 1:3 (21:25, 23:25, 25:16, 17:25)        | Fakieł Nowy Uriengoj      |
| ZSK Gazprom Surgutskij Rajon     | 1:3 (21:25, 21:25, 25:23, 16:25)        | Iskra Odincowo            |

27 stycznia 2008
| Lokomotiw Izumrud Jekaterynburg | 3:2 (24:26, 25:22, 15:25, 25:20, 15:12) | Jugra Samotłor Niżniewartowsk |

### 10 Kolejka
2 lutego 2008
| Jugra Samotłor Niżniewartowsk | 3:2 (26:24, 25:21, 20:25, 22:25, 15:12) | Nieftjanik Jarosław              |
| Dinamo Moskwa                 | 3:1 (17:25, 27:25, 25:17, 25:18)        | Ural Ufa                         |
| Fakieł Nowy Uriengoj          | 3:0 (32:30, 25:18, 25:19)               | ZSK Gazprom Surgutskij Rajon     |
| Dynamo Tat Transgaz Kazań     | 2:3 (21:25, 25:21, 22:25, 25:18, 12:15) | Lokomotiw Nowosybirsk            |
| Iskra Odincowo                | 3:0 (25:23, 25:16, 25:22)               | Lokomotiw – Biełogorie Biełgorod |

3 lutego 2008
| Lokomotiw Izumrud Jekaterynburg | 3:0 (25:23, 25:17, 25:21) | Dynamo-Jantar Kaliningrad |

### 11 Kolejka
9 lutego 2008
| Dynamo-Jantar Kaliningrad        | 3:0 (25:18, 25:21, 25:21)               | Jugra Samotłor Niżniewartowsk   |
| Dinamo Moskwa                    | 3:2 (25:18, 25:15, 22:25, 19:25, 15:10) | Lokomotiw Nowosybirsk           |
| Lokomotiw – Biełogorie Biełgorod | 3:2 (25:18, 25:19, 23:25, 17:25, 15:8)  | Fakieł Nowy Uriengoj            |
| Nieftjanik Jarosław              | 0:3 (22:25, 14:25, 24:26)               | Dynamo Tat Transgaz Kazań       |
| ZSK Gazprom Surgutskij Rajon     | 3:0 (27:25, 25:23, 25:14)               | Lokomotiw Izumrud Jekaterynburg |

12 lutego 2008
| Ural Ufa | 2:3 (25:16, 19:25, 23:25, 25:19, 12:15) | Iskra Odincowo |

### 12 Kolejka
16 lutego 2008
| Jugra Samotłor Niżniewartowsk    | 0:3 (21:25, 20:25, 20:25)               | Dynamo Tat Transgaz Kazań       |
| Nieftjanik Jarosław              | 3:1 (25:23, 19:25, 25:19, 25:17)        | Dinamo Moskwa                   |
| Lokomotiw Nowosybirsk            | 3:2 (25:16, 23:25, 23:25, 25:20, 15:11) | Iskra Odincowo                  |
| ZSK Gazprom Surgutskij Rajon     | 3:2 (25:21, 29:31, 16:25, 25:16, 15:11) | Dynamo-Jantar Kaliningrad       |
| Lokomotiw – Biełogorie Biełgorod | 3:2 (18:25, 25:27, 25:23, 25:16, 15:8_  | Lokomotiw Izumrud Jekaterynburg |

17 lutego 2008
| Ural Ufa | 3:1 (25:18, 23:25, 26:24, 28:26) | Fakieł Nowy Uriengoj |

### 13 Kolejka
5 kwietnia 2008
| Dinamo Moskwa                   | 3:1 (25:16, 25:19, 21:25, 25:19)        | Dynamo Tat Transgaz Kazań        |
| Iskra Odincowo                  | 3:0 (25:15, 25:15, 25:19)               | Nieftjanik Jarosław              |
| Lokomotiw Izumrud Jekaterynburg | 3:2 (21:25, 18:25, 25:14, 25:21, 15:12) | Ural Ufa                         |
| Fakieł Nowy Uriengoj            | 3:0 (28:26, 25:15, 25:12)               | Lokomotiw Nowosybirsk            |
| ZSK Gazprom Surgutskij Rajon    | 3:0 (25:22, 25:23, 25:23)               | Jugra Samotłor Niżniewartowsk    |
| Dynamo-Jantar Kaliningrad       | 3:1 (25:18, 25:22, 25:27, 25:22)        | Lokomotiw – Biełogorie Biełgorod |

### 14 Kolejka
23 lutego 2008
| Dynamo Tat Transgaz Kazań        | 0:3 (18:25, 20:25, 21:25)               | Iskra Odincowo                  |
| Jugra Samotłor Niżniewartowsk    | 0:3 (21:25, 17:25, 22:25)               | Dinamo Moskwa                   |
| Lokomotiw Nowosybirsk            | 3:0 (25:20, 25:20, 25:16)               | Lokomotiw Izumrud Jekaterynburg |
| Nieftjanik Jarosław              | 3:2 (25:20, 23:25, 26:28, 25:22, 15:10) | Fakieł Nowy Uriengoj            |
| Ural Ufa                         | 3:2 (25:21, 21:25, 25:14, 23:25, 18:26) | Dynamo-Jantar Kaliningrad       |
| Lokomotiw – Biełogorie Biełgorod | 3:1 (22:25, 25:17, 25:18, 25:22)        | ZSK Gazprom Surgutskij Rajon    |

### 15 Kolejka
27 lutego 2008
| Iskra Odincowo                   | 0:3 (17:25, 22:25, 23:25)               | Dinamo Moskwa                 |
| Lokomotiw – Biełogorie Biełgorod | 3:2 (21:25, 24:26, 25:16, 25:23, 15:11) | Jugra Samotłor Niżniewartowsk |
| Lokomotiw Izumrud Jekaterynburg  | 2:3 (25:23, 20:25, 25:24, 19:25, 11:15) | Nieftjanik Jarosław           |
| Fakieł Nowy Uriengoj             | 0:3 (22:25, 30:32, 20:25)               | Dynamo Tat Transgaz Kazań     |
| ZSK Gazprom Surgutskij Rajon     | 2:3 (23:25, 25:21, 23:25, 25:14, 11:15) | Ural Ufa                      |
| Dynamo-Jantar Kaliningrad        | 1:3 (23:25, 25:18, 18:25, 23:25)        | Lokomotiw Nowosybirsk         |

### 16 Kolejka
1 marca 2008
| Jugra Samotłor Niżniewartowsk | 0:3 (22:25, 18:25, 15:25)               | Iskra Odincowo                                      |
| Dinamo Moskwa                 | 3:0 (25:20, 29:27, 25:16)               | Fakieł Nowy Uriengoj                                |
| Dynamo Tat Transgaz Kazań     | 3:1 (25:17, 20:25, 25:16, 25:20)        | Lokomotiw Izumrud Jekaterynburg Nieftjanik Jarosław |
| Nieftjanik Jarosław           | 3:1 (25:20, 24:26, 25:22, 25:23)        | Dynamo-Jantar Kaliningrad                           |
| Lokomotiw Nowosybirsk         | 3:0 (25:11, 25:20, 25:17)               | ZSK Gazprom Surgutskij Rajon                        |
| Ural Ufa                      | 3:2 (24:26, 25:17, 17:25, 25:18, 15:11) | Lokomotiw – Biełogorie Biełgorod                    |

### 17 Kolejka
4 marca 2008
| Fakieł Nowy Uriengoj | 1:3 (23:25, 31:29, 15:25, 13:25) | Iskra Odincowo |

8 marca 2008
| Ural Ufa                         | 3:1 (22:25, 25:13, 25:20, 25:22) | Jugra Samotłor Niżniewartowsk |
| Lokomotiw Izumrud Jekaterynburg  | 0:3 (12:25, 23:25, 30:32)        | Dinamo Moskwa                 |
| Dynamo-Jantar Kaliningrad        | 1:3 (28:26, 17:25, 27:29, 12:25) | Dynamo Tat Transgaz Kazań     |
| ZSK Gazprom Surgutskij Rajon     | 1:3 (26:24, 20:25, 23:25, 20:25) | Nieftjanik Jarosław           |
| Lokomotiw – Biełogorie Biełgorod | 0:3 (23:25, 21:25, 21:25)        | Lokomotiw Nowosybirsk         |

### 18 Kolejka
15 marca 2008
| Dynamo Tat Transgaz Kazań     | 3:1 (27:25, 26:28, 25:18, 25:19) | ZSK Gazprom Surgutskij Rajon     |
| Jugra Samotłor Niżniewartowsk | 3:0 (25:17, 25:19, 28:26)        | Fakieł Nowy Uriengoj             |
| Dinamo Moskwa                 | 3:0 (25:22, 25:19, 25:20)        | Dynamo-Jantar Kaliningrad        |
| Iskra Odincowo                | 3:0 (25:27, 25:21, 25:18)        | Lokomotiw Izumrud Jekaterynburg  |
| Nieftjanik Jarosław           | 3:0 (25:21, 26:24, 25:20)        | Lokomotiw – Biełogorie Biełgorod |
| Lokomotiw Nowosybirsk         | 3:0 (25:22, 27:25, 25:19)        | Ural Ufa                         |

### 19 Kolejka
19 marca 2008
| Dinamo Moskwa                    | 3:0 (23:25, 20:25, 29:31)               | ZSK Gazprom Surgutskij Rajon  |
| Lokomotiw Nowosybirsk            | 2:3 (24:26, 25:18, 22:25, 25:21, 12:15) | Jugra Samotłor Niżniewartowsk |
| Dynamo-Jantar Kaliningrad        | 0:3 (20:25, 18:25, 13:25)               | Iskra Odincowo                |
| Lokomotiw Izumrud Jekaterynburg  | 1:3 (22:25, 21:25, 25:20, 16:25)        | Fakieł Nowy Uriengoj          |
| Lokomotiw – Biełogorie Biełgorod | 1:3 (22:25, 30:32, 25:23, 21:25)        | Dynamo Tat Transgaz Kazań     |
| Ural Ufa                         | 3:1 (25:18, 25:20, 23:25, 25:15)        | Nieftjanik Jarosław           |

### 20 Kolejka
26 marca 2008
| Iskra Odincowo      | 3:0 (27:25, 25:23, 25:18)               | ZSK Gazprom Surgutskij Rajon     |
| Dinamo Moskwa       | 3:0 (25:15, 28:26, 25:22)               | Lokomotiw – Biełogorie Biełgorod |
| Nieftjanik Jarosław | 2:3 (22:25, 23:25, 25:22, 25:21, 10:15) | Lokomotiw Nowosybirsk            |

29 marca 2008
| Fakieł Nowy Uriengoj | 0:3 (20:25, 19:25, 23:25) | Dynamo-Jantar Kaliningrad |

31 marca 2008
| Jugra Samotłor Niżniewartowsk | 3:1 (22:25, 25:19, 25:20, 25:14) | Lokomotiw Izumrud Jekaterynburg |

9 kwietnia 2008
| Dynamo Tat Transgaz Kazań | 3:2 (28:26, 25:17, 24:26, 38:40, 15:12) | Ural Ufa |

### 21 Kolejka
12 kwietnia 2008
| ZSK Gazprom Surgutskij Rajon     | 3:1 (25:20, 25:27, 25:22, 25:20) | Fakieł Nowy Uriengoj            |
| Lokomotiw – Biełogorie Biełgorod | 0:3 (23:25, 19:25, 23:25)        | Iskra Odincowo                  |
| Dynamo-Jantar Kaliningrad        | 3:0 (25:17, 25:21, 25:17)        | Lokomotiw Izumrud Jekaterynburg |
| Nieftjanik Jarosław              | 1:3 (22:25, 19:25, 25:17, 23:25) | Jugra Samotłor Niżniewartowsk   |
| Ural Ufa                         | 3:1 (25:13, 23:25, 25:22, 25:16) | Dinamo Moskwa                   |
| Lokomotiw Nowosybirsk            | 3:0 (25:18, 25:18, 25:22)        | Dynamo Tat Transgaz Kazań       |

### 22 Kolejka
16 kwietnia 2008
| Lokomotiw Izumrud Jekaterynburg | 1:3 (19:25, 15:25, 25:20, 18:25) | ZSK Gazprom Surgutskij Rajon     |
| Fakieł Nowy Uriengoj            | 3:0 (25:16, 25:22, 25:20)        | Lokomotiw – Biełogorie Biełgorod |
| Jugra Samotłor Niżniewartowsk   | 3:1 (35:33, 25:20, 20:25, 28:26) | Dynamo-Jantar Kaliningrad        |
| Iskra Odincowo                  | 3:1 (25:15, 23:25, 25:19, 25:20) | Ural Ufa                         |
| Dinamo Moskwa                   | 3:0 (22:25, 21:25, 23:25)        | Lokomotiw Nowosybirsk            |
| Dynamo Tat Transgaz Kazań       | 3:0 (25:19, 25:20, 25:18)        | Nieftjanik Jarosław              |

## Tabela rundy zasadniczej
| Lp. | Drużyna                          | Mecze | Mecze wygrane | Mecze przegrane | Sety zdobyte | Sety stracone | Punkty |
| --- | -------------------------------- | ----- | ------------- | --------------- | ------------ | ------------- | ------ |
| 1.  | Iskra Odincowo                   | 22    | 19            | 3               | 60           | 19            | 55     |
| 2.  | Dinamo Moskwa                    | 22    | 19            | 3               | 59           | 20            | 55     |
| 3.  | Lokomotiw Nowosybirsk            | 22    | 15            | 7               | 53           | 31            | 44     |
| 4.  | Dynamo Tat Transgaz Kazań        | 22    | 14            | 7               | 50           | 32            | 44     |
| 5.  | Ural Ufa                         | 22    | 10            | 12              | 47           | 48            | 33     |
| 6.  | Lokomotiw – Biełogorie Biełgorod | 22    | 11            | 11              | 39           | 47            | 29     |
| 7.  | Fakieł Nowy Uriengoj             | 22    | 9             | 13              | 36           | 46            | 27     |
| 8.  | ZSK Gazprom Surgutskij Rajon     | 22    | 8             | 14              | 36           | 47            | 27     |
| 9.  | Nieftjanik Jarosław              | 22    | 8             | 14              | 36           | 52            | 25     |
| 10. | Jugra Samotłor Niżniewartowsk    | 22    | 9             | 13              | 33           | 51            | 25     |
| 11. | Dynamo-Jantar Kaliningrad        | 22    | 7             | 15              | 34           | 48            | 24     |
| 12. | Lokomotiw Izumrud Jekaterynburg  | 22    | 3             | 19              | 22           | 61            | 11     |

Stan na 17 kwietnia 2008.

## Runda Play-Off
(do 3 zwycięstw)

### O miejsca: 5-6
23 kwietnia 2008
| Ural Ufa | 2:3 (22:25, 25:21, 25:23, 21:25, 10:15) | Lokomotiw - Biełgorie Biełgorod |

23 kwietnia 2008
| Ural Ufa | 3:1 (25:27, 25:20, 25:13, 25:16) | Lokomotiw - Biełgorie Biełgorod |

28 kwietnia 2008
| Lokomotiw - Biełgorie Biełgorod | 3:1 (25:19, 25:20, 19:25, 25:15) | Ural Ufa |

29 kwietnia 2008
| Lokomotiw - Biełgorie Biełgorod | 3:2 (20:25, 28:26, 22:25, 25:20, 15:12 | Ural Ufa |

stan rywalizacji: 3-1 dla Lokomotiwu Biełgorod

### O miejsca: 3-4
23 kwietnia 2008
| Lokomotiw Nowosybirsk | 1:3 (18:25, 25:20, 18:25, 22:25) | Dynamo Tat Transgaz Kazań |

24 kwietnia 2008
| Lokomotiw Nowosybirsk | 3:2 (25:19, 20:25, 28:26, 17:25, 17:15) | Dynamo Tat Transgaz Kazań |

28 kwietnia 2008
| Dynamo Tat Transgaz Kazań | 3:2 (21:25, 24:26, 28:26, 25:20, 15:10) | Lokomotiw Nowosybirsk |

29 kwietnia 2008
| Dynamo Tat Transgaz Kazań | 3:0 (25:21, 25:19, 26:24) | Lokomotiw Nowosybirsk |

stan rywalizacji: 3-1 dla Dynama Kazań

### Superfinał
23 kwietnia 2008
| Iskra Odincowo | 1:3 (22:25, 25:22, 23:25, 22:25) | Dinamo Moskwa |

24 kwietnia 2008
| Iskra Odincowo | 3:1 (25:19, 20:25, 25:17, 28:26) | Dinamo Moskwa |

28 kwietnia 2008
| Dinamo Moskwa | 3:1 (25:12, 25:21, 20:25, 25:18) | Iskra Odincowo |

29 kwietnia 2008
| Dinamo Moskwa | 3:1 (25:27, 25:21, 25:15, 25:21) | Iskra Odincowo |

stan rywalizacji: 3-1 dla Dynama Moskwa
- Z Superligi w sezonie 2007/2008 do Wyższej Ligi "A" zostaną zdegradowane: Lokomotiw Izumrud Jekaterynburg i Dynamo-Jantar Kaliningrad.
- Mistrzem Rosji zostało Dinamo Moskwa.
- Nagrodę Kuzniecowa otrzymał Siergiej Tietiuchin.

### Klasyfikacja końcowa
- Dinamo Moskwa
- Iskra Odincowo
- Dynamo Tat Transgaz Kazań
- Lokomotiw Nowosybirsk
- Lokomotiw Biełgorie-Biełgorod
- Ural Ufa
- Fakieł Nowy Uriengoj
- ZSK Gazprom Surgutskij Rajon
- Nieftjanik Jarosław
- Jugra Samotłor Niżniewartowsk
- Dynamo-Jantar Kaliningrad - spadek do Wyższej Ligi "A"
- Lokomotiw Izumrud Jekaterynburg - spadek do Wyższej Ligi "A"